# Amegilla salviae
Amegilla salviae är en biart som först beskrevs av Morawitz 1876.  Amegilla salviae ingår i släktet Amegilla och familjen långtungebin. Inga underarter finns listade i Catalogue of Life.